# Стен Гетц
Стен Гетц (Stan Getz), ім'я при народженні Стенлі Гаєцький (Stanley Gayetski; 2 лютого, 1927, Філадельфія — 6 червня 1991, Малібу) — американський джазовий саксофоніст. Грав переважно на тенор-саксофоні. Гетц отримав прізвисько «The Sound» («Звук») за тепле, ліричне звучання його саксофона, що нагадувало м'який, бездоганний тембр його кумира, Лестера Янга. Вперше Гетц заявив про себе наприкінці 1940-х років у біг-бенді Вуді Германа. Надалі він працював у бібоп і кул-джаз групах. Разом із Жуаном Жілберту та Томом Жобімом він популяризував босанову в Америці піснею «The Girl from Ipanema» (1964).

## Ранні роки
Стенлі Гаєцький народився 2 лютого 1927 року в Філадельфії в єврейській родині. Його дідусь і бабуся — Гарріс (Герш) Гаєцький і Беккі (Ребекка) Котлеревьска — походили, відповідно, з Житомира та Єлисаветграда, емігрували до Лондона, де зустрілись та одружились 1903 року. Батько Гетца Ал (Александр) народився в Майл-Енді, Лондон, у 1904 році, а його мати Голді Ямпольська — у Філадельфії 1907 року. У 1913 році Гарріс і Беккі Гаєцькі мігрували до Сполучених Штатів із трьома синами Александром, Пінхасом і Біньяміном.
Родина Гаєцьких спочатку оселилася в Філадельфії, але під час Великої депресії переїхала до Нью-Йорку в пошуках кращих можливостей для працевлаштування. Стенлі відвідував середню школу Джеймса Монро в Бронксі. Найбільшу його цікавість викликала музика, він випробував усі доступні йому інструменти, грав у шкільному оркестрі на контрабасі й віолончелі, перш ніж у 13 років батько купив йому перший саксофон. Хоча батько також заохочував його до кларнету, Гетц миттєво закохався в саксофон і почав вправляти по вісім годин на добу. 1941 року його прийняли до міського оркестру школярів Нью-Йорка. Це дало йому шанс отримати приватне, безкоштовне навчання у нью-йоркського філармоніста Саймона Ковара (Simon Kovar), видатного фаготиста і музичного педагога. Стен також продовжував грати на саксофоні.
Першу професійну роботу Гетц отримав у 15 років, грав у танцзалі, але змушений був покинути її, коли з'ясувалося, що він неповнолітній. У 16 років Джек Тігарден (Jack Teagarden) запросив його до свого оркестру. Гетц кинув школу, аби вирушити в тур разом з оркестром. Через юний вік музиканта Тігарден змушений був офіційно опікуватися ним. Через дев'ять місяців Гетц залишив оркестр Тігардена і оселився у Лос-Анжелесі. Після гри в оркестрах Боба Честера, Стена Кентона, Джиммі Дорсі Гетц повернувся 1945 року до Нью-Йорку і отримав роботу в оркестрі Бенні Гудмена. У період з 1945 по 1946 рр. Гетц брав участь у багатьох студійних заходах з Гудменом, одним з яких був його перший запис соло. Саме в цей час Гетц зробив свої перші записи як лідер гурту для Savoy Records, Нью-Джерсі. Згодом записи видані під назвою «Opus de Bop» (1945). Гетц був з 1947 по 1949 рік солістом у «The Second Herd» Вуді Германа і увійшов до відомого германівського гурту саксофоністів «Чотири брати», серед яких також були Серж Шалофф (Serge Chaloff), Зу Сімс (Zoot Sims) і Гербі Стюард (Herbie Steward). Соло Стена у композиції Ральфа Бернса «Early Autumn», видане у «Capitol collection» «The Great Big Band» 1948 року, закріпило музичну репутацію тодішнього 21-річного саксофоніста. До того часу, як це сталося, Гетц вже покинув гурт Германа «The Second Herd» і знов повернувся до Нью-Йорка. Це несподіване зростання популярності дозволило йому створити свій власний гурт — спочатку квартет, а незабаром, з додаванням гітариста Джиммі Рене, квінтет. З 1950 року Гетц починає власну сольну кар'єру.

## Музична кар'єра
Репутацію Гетца суттєво посилила його визначна спільна робота з гітаристом Джонні Смітом (Johnny Smith) над альбомом «Місячне сяйво у Вермонті» (Moonlight in Vermont). Записи відбулися у 1952-53 роках, а 1956 року альбом був визнаний найкращим джазовим альбомом року. Критики відзначили значний внесок альбому в еволюцію кул-джазу і гітарного джазу.
Другу половину 1950-х років Гетц жив і працював у Скандинавії, а також отримав популярність як виконавець кул-джазу з Горасом Сільвером, Джонні Смітом, Оскаром Пітерсоном та багатьма іншими. Його перші два квінтети були відомі своїм складом: ритм-секція Рой Гейнс, піаніст Ал Хейг (Al Haig) та басист Томмі Поттер (Tommy Potter). 1953 року у складі Dizzy Gillespie / Stan Getz Sextet були представлені Діззі Гіллеспі, Гетц, Пітерсон, Герб Елліс, Рей Браун і Макс Роуч.
Повернувшись з Європи до США 1961 року, Гетц став центральною фігурою, що представила босанову американській аудиторії. Спільно з гітаристом Чарлі Бердом, який щойно повернувся з туру до Бразилії, Гетц записав «Jazz Samba» 1962 року. Альбом швидко став хітом. Гетц отримав Греммі за кращу джазову композицію року за Desafinado з цього альбому. Продаж альбому сягнув мільйона екземплярів, за що отримав золотий диск. Його другий альбом босанови, також записаний 1962 року, був «Big Band Bossa Nova» з композитором та аранжувальником Гарі МакФарлендом. Надалі Гетц записав альбом «Jazz Samba Encore!» з одним із творців босанови бразильським гітаристом Луїсом Бонфа. До 1964 року цей альбом також розійшовся накладом більш мільйона екземплярів, надавши Гетцу другий золотий диск.
Далі Гетц записав 1963 року альбом «Getz/Gilberto» з Томом Жобімом, Жуаном Жілберту та його дружиною Аструд Жілберту. Їхня «The Girl from Ipanema» отримала Греммі і стала однією з найбільш відомих композицій латинського джазу. Getz/Gilberto отримав Греммі у двох номінаціях (найкращий альбом та найкращий сингл). За ним був записаний живий альбом Getz/Gilberto Vol. 2, а також Getz Au Go Go(1964), живий запис у Cafe au Go Go. Любовні стосунки Гетца з Аструд Жилберту поклали край музичному партнерству з нею і з ЇЇ чоловіком, і Гетц повертається від босанови назад, до класичного джазу. Ще під час співпраці з Жілберту, він паралельно записав джазовий альбом  Nobody Else but Me  (1964) з новим квартетом до складу якого увійшов вібрафоніст Гері Бертон, але «Verve Records» бажала продовження бренду Getz з босановою і відмовилася видати альбом. Він вийшов 30 років по тому, вже після смерті Гетца.
1972 року вийшов альбом Captain Marvell, записаний Гетцем разом з Чиком Коріа, Стенлі Кларком (бас), Тоні Уільямсом (барабани) та Аїрто Морейра (перкусія). 1975 року Стен Гетц почав випускати серію «Стен Гетц представляє …» і в наступні 10 років залишався активним на американській та європейській фестивальній сцені, представляючи у своїх нових колективах молодих партнерів — піаністів Лу Леві, Кенні Баррона, контрабасистів Марка Джонсона, Джорджа Мраза, барабанщика Ела Фостера та ін.
Згодом Стен Гетц виступав переважно у невеликих колективах.
В середині 1980-х Гетц регулярно працював в районі Затоки Сан-Франциско, з 1985 до 1988 року викладав у Стенфордському університеті як запрошений артвикладач Стенфордської джазової майстерні. 1986 року він був введений в Зал слави DownBeat.
В останні п'ять років життя повернувся до інтенсивних записів. У період з 1987 по 1991 роки, він записав із піаністом Кенні Барроном декілька альбомів Bossas & Ballads — The Lost Sessions, Serenity, Anniversary та People Time. Попри діагностований 1988 року рак печінки, Гетц продовжував активну музичну діяльність до серйозної кровотечі в квітні 1991 року, зробивши останній публічний виступ (і запис) з Кенні Барроном у Копенгагені 6 березня.
Гетц грав на тенор-саксофоні Selmer Mark VI.

## Особисте життя
7 листопада 1946 року в Лос-Анджелес Гетц одружився з Беверли Бірн (Beverly Byrne), вокалісткою з оркестру Джіна Крупа. У Стена і Беверлі було троє дітей: Стів, Девід і Беверлі.
Після розлучення з Беверлі Бірн у 1956 році, 3 листопада 1956 року, Гетц одружився з Монікою Сільвершіольд, із заможної шведської родини, і мав двох дітей з нею: Памелу та Ніколаса. Частково для того, аби уникнути правових проблем Гетца, подружжя деякий час мешкало у Копенгагені. Одночасно Гетц лікувався від героїнової залежності. Цей шлюб тривав 24 роки, але 1981 року Гетц подав на розлучення із Монікою. У 1990 році Моніка Гетц звернулася до Верховного суду Сполучених Штатів за скасуванням рішення про розірвання шлюбу, але Верховний суд відмовився розглянути справу.
Ще підлітком Стен Гетц почав вживати наркотики та алкоголь. Досить великі статки початку 1950-х майже повністю витрачав на героїн. 1954 року його заарештовано за спробу пограбування аптеки для отримання наркотику. У в'язниці Гетц намагався покінчити життя самогубством, потім лікувався і на короткий час позбавився проблем. Більшу частину життя Гетц зловживав алкоголем і наркотиками, кривдив своїх дітей та бив дружин.
6 червня 1991 року Гетц помер від рака печінки. Його онук, Кріс, розпорошив прах покійного в морі неподалік Малібу

## Вибрана дискографія
| - West Coast Jazz (1955) - Hamp and Getz (1955) - The Steamer (1956) - For Musicians Only (1956) - Stan Getz And The Oscar Peterson Trio (1957) - At The Opera House (1957) - Getz Meets Mulligan In Hi-Fi (1957) - Focus (jazz album) (1961, перевиданий 1997) - Jazz Samba (1962, перевиданий 1997) - Big Band Bossa Nova (1962) - Stan Getz With Cal Tjader (1963) - Stan Getz And Luiz Bonfa Jazz Samba Encore! (1963) - Getz/Gilberto (1963) – премія Греммі - Getz/Gilberto #2 (1964) - Getz Au-Go-Go (1964) | - Stan Getz & Bill Evans (1964) - Sweet Rain (1967) - Captain Marvel (1972) - The Best Of Two Worlds (1976) - The Peacocks (album) (1977) - Another World (1978) - Pure Getz (1982) - Serenity (1991) - People Time (1991) – з Кенні Барроном - You Gotta Pay The Band (1991) - з Еббі Лінкольн - Yours and Mine: Live at the Glasgow International Jazz Festival 1989 (1996) - Bossas & Ballads- The Lost Sessions (2003) – записаний в 1989 - Selections from Getz/Gilberto 76 (2015) - записаний в 1976 |

## Нагороди
- Grammy Award for Best Jazz Performance, Soloist or Small Group (Instrumental) Desafinado, 1962[3]
- Grammy Award for Record of the Year, The Girl from Ipanema, 1964[4]
- Grammy Award for Album of the Year, Getz/Gilberto, Stan Getz and João Gilberto (Verve) 1964[4]
- Grammy Award for Best Instrumental Jazz Performance, Small Group or Soloist With Small Group, Getz/Gilberto, Stan Getz 1964[4]
- Grammy Award for Best Jazz Solo Performance, I Remember You, 1991[5]